# Florø Fotball 2017
Questa voce raccoglie le informazioni riguardanti il Florø Fotball nelle competizioni ufficiali della stagione 2017.

## Stagione
A seguito del 1º posto nel girone di competenza della 2. divisjon 2016 ed alla conseguente promozione, il Florø è stato chiamato ad affrontare il primo campionato di 1. divisjon della sua storia, oltre al Norgesmesterskapet. Il 20 dicembre è stato compilato il calendario del nuovo campionato, che alla 1ª giornata avrebbe visto la squadra ospitare il Jerv, nel weekend dell'1-2 aprile 2016.
Il 7 aprile è stato sorteggiato il primo turno del Norgesmesterskapet 2017: il Florø avrebbe fatto visita al Førde. La squadra ha superato questo ostacolo ed anche Fana e Sogndal nei turni successivi, prima di arrendersi al Kristiansund.
Il Florø ha chiuso la stagione all'8º posto in classifica.

## Maglie e sponsor
Lo sponsor tecnico per la stagione 2017 è stato Adidas, mentre lo sponsor ufficiale è stato INC. La prima divisa era composta da una maglietta blu con rifiniture e strisce verticali neri, pantaloncini e calzettoni neri. Quella da trasferta era costituita da una divisa rossa con una striscia orizzontale obliqua di colore nero, con pantaloncini rossi – rifiniture nere – e calzettoni rossi. La terza divisa prevedeva una maglia bianca con rifiniture blu, con pantaloncini e calzettoni blu.
| Casa | Trasferta | Terza divisa |

## Rosa
| N. |                      | Ruolo | Calciatore            |
| -- | -------------------- | ----- | --------------------- |
| 1  | Norvegia (bandiera)  | P     | Jacob Storevik        |
| 3  | Norvegia (bandiera)  | D     | Martin Hollevik       |
| 4  | Norvegia (bandiera)  | C     | Dino Omerović         |
| 5  | Norvegia (bandiera)  | D     | Christer Husa         |
| 6  | Norvegia (bandiera)  | D     | Runar Hove            |
| 7  | Norvegia (bandiera)  | C     | Stefan Aase           |
| 8  | Australia (bandiera) | C     | Luc Jeggo             |
| 9  | Norvegia (bandiera)  | A     | Endre Kupen           |
| 10 | Norvegia (bandiera)  | A     | Kim Ødegård Vik       |
| 11 | Norvegia (bandiera)  | A     | Oliver Rotihaug       |
| 12 | Norvegia (bandiera)  | C     | Kristoffer Ryland     |
| 13 | Norvegia (bandiera)  | C     | Truls Hovland         |
| 15 | Norvegia (bandiera)  | D     | Andre Frøyen Reksten  |
| 16 | Norvegia (bandiera)  | C     | Simen Reksten Solheim |
| 17 | Norvegia (bandiera)  | A     | Monir Benmoussa       |

| N. |                      | Ruolo | Calciatore             |
| -- | -------------------- | ----- | ---------------------- |
| 18 | Uganda (bandiera)    | C     | Kaddu Aton             |
| 19 | Senegal (bandiera)   | C     | Alioune Ndour          |
| 20 | Norvegia (bandiera)  | D     | Erlend Hove            |
| 21 | Norvegia (bandiera)  | C     | Torje Naustdal         |
| 22 | Norvegia (bandiera)  | A     | Tord Hovden            |
| 23 | Norvegia (bandiera)  | C     | Halvor Solheim-Olsen   |
| 24 | Norvegia (bandiera)  | D     | Torkel Aarønes         |
| 25 | Norvegia (bandiera)  | C     | Peter Aase             |
| 26 | Norvegia (bandiera)  | C     | Fredrik Indrebø-Langlo |
| 27 | Francia (bandiera)   | A     | Rashad Muhammed        |
| 29 | Norvegia (bandiera)  | A     | Torbjørn Aabrekk       |
| 37 | Norvegia (bandiera)  | D     | Vegar Gjermundstad     |
| 77 | Norvegia (bandiera)  | D     | Christopher Lindquist  |
| 92 | Danimarca (bandiera) | P     | Nicklas Frenderup      |
| 98 | Norvegia (bandiera)  | C     | Eirik Høydal           |

## Calciomercato

### Sessione invernale(dal 01/01 al 31/03)
| Arrivi | Arrivi                | Arrivi       | Arrivi     |
| R.     | Nome                  | da           | Modalità   |
| ------ | --------------------- | ------------ | ---------- |
| D      | Christopher Lindquist | Strømsgodset | prestito   |
| C      | Truls Hovland         | Årdal        | definitivo |
| C      | Alioune Ndour         | Al-Khaleej   | definitivo |
| C      | Kristoffer Ryland     | Sogndal      | prestito   |
| A      | Monir Benmoussa       |              | svincolato |
| A      | Oliver Rotihaug       | Brann        | definitivo |

| Partenze         | Partenze          | Partenze | Partenze      |
| R.               | Nome              | a        | Modalità      |
| ---------------- | ----------------- | -------- | ------------- |
| C                | Simen Brekkhus    | Sogndal  | fine prestito |
| Altre operazioni |                   |          |               |
| R.               | Nome              | da       | Modalità      |
| A                | Oliver Rotihaug   | Brann    | fine prestito |
| C                | Kristoffer Ryland | Sogndal  | fine prestito |

### Sessione estiva(dal 20/07 al 16/08)
| Arrivi | Arrivi           | Arrivi | Arrivi     |
| R.     | Nome             | da     | Modalità   |
| ------ | ---------------- | ------ | ---------- |
| A      | Torbjørn Aabrekk | Varegg | definitivo |

| Partenze | Partenze        | Partenze       | Partenze   |
| R.       | Nome            | a              | Modalità   |
| -------- | --------------- | -------------- | ---------- |
| C        | Truls Hovland   | Årdal          | definitivo |
| A        | Tord Hovden     | Lokomotiv Oslo | definitivo |
| A        | Rashad Muhammed | Sarpsborg 08   | definitivo |

## Risultati

### 1. divisjon

#### Girone di andata
| Arbitro: | Hauge (Bergen) |

|          |           |             |
| Kupen 6’ | Marcatori | 77’ Collett |

| Arbitro: | Hansen Grøtta |

|           |           |          |
| Rasch 31’ | Marcatori | 71’ Hove |

| Florø 17 aprile 2017, ore 18:00 3ª giornata | Florø         | 0 – 0 referto | Levanger | Florø Stadion (1.510 spett.)\| Arbitro: \| Hansen (Oslo) \| |
| Arbitro:                                    | Hansen (Oslo) |               |          |                                                             |

| Arbitro: | Aslam |

|                 |           |  |
| Rnkovic 7’, 35’ | Marcatori |  |

| Arbitro: | Tennøy (Bergen) |

|          |           |           |
| Aase 41’ | Marcatori | 52’ Cirak |

| Arbitro: | Amland (Bergen) |

|              |           |                        |
| Kapidžić 41’ | Marcatori | 69’ Hove 90’ Benmoussa |

| Arbitro: | Hansen Grøtta |

|          |           |                                          |
| Hove 16’ | Marcatori | 21’, 58’ Børufsen 39’ Antwi 82’ Abubakar |

| Arbitro: | Jonsson Trædal (Oslo) |

|                  |           |  |
| Wollen Steen 38’ | Marcatori |  |

| Arbitro: | Gjermshus |

|                      |           |                      |
| Benmoussa 63’ (rig.) | Marcatori | 67’ Opseth 82’ Olsen |

| Arbitro: | Smehus Kringstad (Oslo) |

|                          |           |               |
| Moldskred 59’ Maykel 76’ | Marcatori | 39’ Lindquist |

| Arbitro: | Hansen (Oslo) |

|                                |           |             |
| Hove 17’, 24’ Gjermundstad 55’ | Marcatori | 73’ Eriksen |

| Tromsdalen 11 giugno 2017, ore 18:00 12ª giornata | Tromsdalen | 1 – 0 referto | Florø | TUIL Arena (350 spett.) |
| \| \| \| \| \| Kjæve 51’ \| Marcatori \| \|       |            |               |       |                         |
|                                                   |            |               |       |                         |
| Kjæve 51’                                         | Marcatori  |               |       |                         |

| Arbitro: | Borgersen (Oslo) |

|                                 |           |             |
| Muhammed 30’ Kupen 44’ Aase 90’ | Marcatori | 41’ Solberg |

| Arbitro: | Hauge (Bergen) |

|                           |           |                                           |
| Bojang 47’ Fredriksen 80’ | Marcatori | 24’, 65’ Kupen 83’ Muhammed 90’ Benmoussa |

| Arbitro: | Aslam |

|  |           |                              |
|  | Marcatori | 34’ (rig.) Kupen 57’ S. Aase |

#### Girone di ritorno
| Arbitro: | Aslam |

|                                  |           |                        |
| Kupen 31’, 68’, 73’ Muhammed 66’ | Marcatori | 38’ Johansen Westgaard |

| Arbitro: | Hansen Grøtta |

|                              |           |                                                     |
| Enkerud 33’ N'Diaye 35’, 84’ | Marcatori | 20’ (aut.) Simenstad 45’ Solheim 67’ Hove 86’ Kupen |

| Arbitro: | Tennøy (Bergen) |

|                  |           |  |
| Gjermundstad 45’ | Marcatori |  |

| Arbitro: | Amland (Bergen) |

|                       |           |  |
| Børufsen 15’ Aase 90’ | Marcatori |  |

| Arbitro: | Følstad Skarsem (Trondheim) |

|                                             |           |  |
| Kupen 5’, 19’, 26’, 35’ (rig.) Rotihaug 63’ | Marcatori |  |

| Arbitro: | Hansen (Oslo) |

|                              |           |  |
| Eriksen 29’, 76’ Skartun 88’ | Marcatori |  |

| Florø 3 settembre 2017, ore 15:00 22ª giornata         | Florø     | 1 – 1 referto | Tromsdalen | Florø Stadion (1.415 spett.) |
| \| \| \| \| \| Kupen 90’ \| Marcatori \| 73’ Ahamed \| |           |               |            |                              |
|                                                        |           |               |            |                              |
| Kupen 90’                                              | Marcatori | 73’ Ahamed    |            |                              |

| Arbitro: | Borgersen (Oslo) |

|  |           |               |
|  | Marcatori | 82’ Rasmussen |

| Arbitro: | Jonsson Trædal (Oslo) |

|                                            |           |  |
| Nesset 23’ Sandberg 36’ Retsius Grødem 45’ | Marcatori |  |

| Arbitro: | Haugen (Rælingen) |

|          |           |         |
| Hove 83’ | Marcatori | 80’ Rye |

| Arbitro: | Borgersen (Oslo) |

|                                                           |           |           |
| Opseth 18’ (rig.) Leikvoll Moberg 21’ Layouni 29’ Moe 90’ | Marcatori | 64’ Jeggo |

| Arbitro: | Moen (Oslo) |

|                   |           |            |
| Solheim-Olsen 72’ | Marcatori | 63’ Lassen |

| Arbitro: | Tennøy (Bergen) |

|             |           |                   |
| Tadesse 41’ | Marcatori | 26’ Solheim-Olsen |

| Arbitro: | Hauge (Bergen) |

|             |           |                                                         |
| S. Aase 72’ | Marcatori | 10’ Trøen 48’, 63’ Østigård Ness 10’ Rasch 70’ Strømnes |

| Arbitro: | Amland (Bergen) |

|  |           |               |
|  | Marcatori | 53’, 62’ Husa |

### Norgesmesterskapet
| Førde 27 aprile 2017, ore 18:00 Primo turno         | Førde     | 0 – 2 referto     | Florø | Førde Stadion (637 spett.) |
| \| \| \| \| \| \| Marcatori \| 82’, 89’ Muhammed \| |           |                   |       |                            |
|                                                     |           |                   |       |                            |
|                                                     | Marcatori | 82’, 89’ Muhammed |       |                            |

| Florø 24 maggio 2017, ore 18:00 Secondo turno                                                        | Florø     | 5 – 1 referto | Fana | Florø Stadion (654 spett.) |
| \| \| \| \| \| Benmoussa 6’, 67’ Muhammed 37’ Rotihaug 39’ Hollevik 70’ \| Marcatori \| 82’ Matos \| |           |               |      |                            |
| |           |               |      |                            |
| Benmoussa 6’, 67’ Muhammed 37’ Rotihaug 39’ Hollevik 70’                                             | Marcatori | 82’ Matos     |      |                            |

| Arbitro: | Tennøy (Bergen) |

|                            |           |                 |
| Muhammed 61’ Benmoussa 67’ | Marcatori | 59’ (aut.) Husa |

| Arbitro: | Smehus Kringstad (Oslo) |

|              |           |  |
| Kalludra 52’ | Marcatori |  |

## Statistiche

### Statistiche di squadra
| Competizione       | Punti | In casa | In casa | In casa | In casa | In casa | In casa | In trasferta | In trasferta | In trasferta | In trasferta | In trasferta | In trasferta | Totale | Totale | Totale | Totale | Totale | Totale | DR |
| Competizione       | Punti | G       | V       | N       | P       | Gf      | Gs      | G            | V            | N            | P            | Gf           | Gs           | G      | V      | N      | P      | Gf     | Gs     | DR |
| ------------------ | ----- | ------- | ------- | ------- | ------- | ------- | ------- | ------------ | ------------ | ------------ | ------------ | ------------ | ------------ | ------ | ------ | ------ | ------ | ------ | ------ | -- |
| 1. divisjon        | 38    | 15      | 5       | 6       | 4       | 24      | 20      | 15           | 5            | 2            | 8            | 18           | 26           | 30     | 10     | 8      | 12     | 42     | 46     | -4 |
| Norgesmesterskapet | -     | 2       | 2       | 0       | 0       | 7       | 2       | 2            | 1            | 0            | 1            | 2            | 1            | 4      | 3      | 0      | 1      | 9      | 3      | +6 |
| Totale             | -     | 17      | 7       | 6       | 4       | 31      | 22      | 17           | 6            | 2            | 9            | 20           | 27           | 34     | 13     | 8      | 13     | 51     | 49     | +2 |

### Andamento in campionato
| Giornata  | 1  | 2 | 3 | 4  | 5  | 6 | 7  | 8  | 9  | 10 | 11 | 12 | 13 | 14 | 15 | 16 | 17 | 18 | 19 | 20 | 21 | 22 | 23 | 24 | 25 | 26 | 27 | 28 | 29 | 30 |
| --------- | -- | - | - | -- | -- | - | -- | -- | -- | -- | -- | -- | -- | -- | -- | -- | -- | -- | -- | -- | -- | -- | -- | -- | -- | -- | -- | -- | -- | -- |
| Luogo     | C  | T | C | T  | C  | T | C  | T  | C  | T  | C  | T  | C  | T  | T  | C  | T  | C  | T  | C  | T  | C  | C  | T  | C  | T  | C  | T  | C  | T  |
| Risultato | N  | N | N | P  | N  | V | P  | P  | P  | P  | V  | P  | V  | V  | V  | V  | V  | V  | P  | V  | P  | N  | P  | P  | N  | P  | N  | N  | P  | V  |
| Posizione | 10 | 9 | 9 | 13 | 10 | 8 | 10 | 12 | 12 | 14 | 12 | 12 | 12 | 10 | 8  | 8  | 5  | 5  | 5  | 5  | 5  | 5  | 7  | 8  | 8  | 8  | 8  | 8  | 10 | 8  |

Fonte:  OBOS-ligaen 2017, su altomfotball.no, Altomfotball.
Legenda:

Luogo: C = Casa; T = Trasferta. Risultato: V = Vittoria; N = Pareggio; P = Sconfitta.

### Statistiche dei giocatori
| Giocatore          | 1. divisjon | 1. divisjon | 1. divisjon | 1. divisjon | Norgesmesterskapet | Norgesmesterskapet | Norgesmesterskapet | Norgesmesterskapet | Coppe europee | Coppe europee | Coppe europee | Coppe europee | Altre coppe | Altre coppe | Altre coppe | Altre coppe | Totale   | Totale | Totale      | Totale     |
| Giocatore          | Presenze    | Reti        | Ammonizioni | Espulsioni  | Presenze           | Reti               | Ammonizioni        | Espulsioni         | Presenze      | Reti          | Ammonizioni   | Espulsioni    | Presenze    | Reti        | Ammonizioni | Espulsioni  | Presenze | Reti   | Ammonizioni | Espulsioni |
| ------------------ | ----------- | ----------- | ----------- | ----------- | ------------------ | ------------------ | ------------------ | ------------------ | ------------- | ------------- | ------------- | ------------- | ----------- | ----------- | ----------- | ----------- | -------- | ------ | ----------- | ---------- |
| T. Aabrekk         | 11          | 0           | 0           | 0           | 1                  | 0                  | 0                  | 0                  |               |               |               |               |             |             |             |             | 12       | 0      | 0           | 0          |
| T. Aarønes         | 0           | 0           | 0           | 0           | 0                  | 0                  | 0                  | 0                  |               |               |               |               |             |             |             |             | 0        | 0      | 0           | 0          |
| P. Aase            | 25          | 1           | 6           | 0           | 2                  | 0                  | 0                  | 0                  |               |               |               |               |             |             |             |             | 27       | 1      | 6           | 0          |
| S. Aase            | 27          | 3           | 3           | 0           | 4                  | 0                  | 0                  | 0                  |               |               |               |               |             |             |             |             | 31       | 3      | 3           | 0          |
| K. Aton            | 6           | 0           | 0           | 0           | 2                  | 0                  | 0                  | 0                  |               |               |               |               |             |             |             |             | 8        | 0      | 0           | 0          |
| M. Benmoussa       | 20          | 3           | 1           | 1           | 4                  | 3                  | 0                  | 0                  |               |               |               |               |             |             |             |             | 24       | 6      | 1           | 1          |
| N. Frenderup       | 28          | -45         | 0           | 0           | 2                  | -2                 | 1                  | 0                  |               |               |               |               |             |             |             |             | 30       | -47    | 1           | 0          |
| A. Frøyen Reksten  | 6           | 0           | 1           | 0           | 1                  | 0                  | 0                  | 0                  |               |               |               |               |             |             |             |             | 7        | 0      | 1           | 0          |
| V. Gjermundstad    | 29          | 2           | 4           | 1           | 3                  | 0                  | 0                  | 0                  |               |               |               |               |             |             |             |             | 32       | 2      | 4           | 1          |
| M. Hollevik        | 5           | 0           | 1           | 0           | 2                  | 1                  | 0                  | 0                  |               |               |               |               |             |             |             |             | 7        | 1      | 1           | 0          |
| T. Hovden          | 0           | 0           | 0           | 0           | 0                  | 0                  | 0                  | 0                  |               |               |               |               |             |             |             |             | 0        | 0      | 0           | 0          |
| E. Hove            | 16          | 2           | 0           | 0           | 2                  | 0                  | 1                  | 0                  |               |               |               |               |             |             |             |             | 18       | 2      | 1           | 0          |
| R. Hove            | 25          | 5           | 3           | 0           | 4                  | 0                  | 0                  | 0                  |               |               |               |               |             |             |             |             | 29       | 5      | 3           | 0          |
| T. Hovland         | 8           | 0           | 0           | 0           | 1                  | 0                  | 0                  | 0                  |               |               |               |               |             |             |             |             | 9        | 0      | 0           | 0          |
| E. Høydal          | 3           | 0           | 0           | 0           | 1                  | 0                  | 0                  | 0                  |               |               |               |               |             |             |             |             | 4        | 0      | 0           | 0          |
| C. Husa            | 20          | 2           | 3           | 0           | 3                  | 0                  | 1                  | 0                  |               |               |               |               |             |             |             |             | 23       | 2      | 4           | 0          |
| F. Indrebø-Langlo  | 0           | 0           | 0           | 0           | 0                  | 0                  | 0                  | 0                  |               |               |               |               |             |             |             |             | 0        | 0      | 0           | 0          |
| L. Jeggo           | 20          | 1           | 5           | 0           | 3                  | 0                  | 1                  | 0                  |               |               |               |               |             |             |             |             | 23       | 1      | 6           | 0          |
| E. Kupen           | 23          | 14          | 1           | 0           | 2                  | 0                  | 1                  | 0                  |               |               |               |               |             |             |             |             | 25       | 14     | 2           | 0          |
| C. Lindquist       | 29          | 1           | 2           | 0           | 4                  | 0                  | 0                  | 0                  |               |               |               |               |             |             |             |             | 33       | 1      | 2           | 0          |
| R. Muhammed        | 16          | 3           | 3           | 0           | 4                  | 4                  | 0                  | 0                  |               |               |               |               |             |             |             |             | 20       | 7      | 3           | 0          |
| T. Naustdal        | 1           | 0           | 0           | 0           | 0                  | 0                  | 0                  | 0                  |               |               |               |               |             |             |             |             | 1        | 0      | 0           | 0          |
| A. Ndour           | 11          | 0           | 0           | 0           | 0                  | 0                  | 0                  | 0                  |               |               |               |               |             |             |             |             | 11       | 0      | 0           | 0          |
| K. Ødegård Vik     | 6           | 0           | 0           | 0           | 2                  | 0                  | 0                  | 0                  |               |               |               |               |             |             |             |             | 8        | 0      | 0           | 0          |
| D. Omerović        | 4           | 0           | 3           | 0           | 1                  | 0                  | 0                  | 0                  |               |               |               |               |             |             |             |             | 5        | 0      | 3           | 0          |
| S. Reksten Solheim | 19          | 1           | 1           | 0           | 3                  | 0                  | 0                  | 0                  |               |               |               |               |             |             |             |             | 22       | 1      | 1           | 0          |
| O. Rotihaug        | 18          | 1           | 0           | 0           | 2                  | 1                  | 0                  | 0                  |               |               |               |               |             |             |             |             | 20       | 2      | 0           | 0          |
| K. Ryland          | 10          | 0           | 2           | 0           | 1                  | 0                  | 0                  | 0                  |               |               |               |               |             |             |             |             | 11       | 0      | 2           | 0          |
| H. Solheim-Olsen   | 19          | 2           | 3           | 0           | 0                  | 0                  | 0                  | 0                  |               |               |               |               |             |             |             |             | 19       | 2      | 3           | 0          |
| J. Storevik        | 2           | -1          | 0           | 0           | 2                  | -1                 | 0                  | 0                  |               |               |               |               |             |             |             |             | 4        | -2     | 0           | 0          |